# رحى ثانية سفلية
الرحى الثانية السفلية أو الطاحن الثاني السفلي (بالإنجليزية:Mandibular Second Molar)، هو السن السابع بعيدًا عن خط منتصف الوجه، وظيفة هذا الضرس تشبه وظيفة جميع الأضراس فيما يتعلق بالطحن باعتباره الإجراء الرئيسي الذي يقوم به أثناء مضغ الطعام، عادة ما يكون هناك أربعة شرفات لدى الطاحن الثاني السفلي، اثنتان على الجانب الشدقي (الجانب الأقرب للخد) واثنتان على الجانب اللساني (الجانب الأقرب لللسان).